# Kluyver-Effekt
Der Kluyver-Effekt, benannt nach dem niederländischen Biochemiker und Mikrobiologen Albert Jan Kluyver, bezeichnet ein Phänomen des Hefestoffwechsels, wonach einige Hefearten bestimmte Zucker nur unter aeroben Bedingungen (d. h. in Anwesenheit von Sauerstoff), nicht aber anaerob (d. h. unter Ausschluss von Sauerstoff) verwerten können.
Hefepilze, die in der Lage sind unter aeroben Bedingungen Zucker wie Maltose, Galactose, Raffinose, Lactose u. a. zu verwerten, können in der Folge nicht mehr wachsen, wenn die Respiration (Atmung) z. B. durch bestimmte Mutationen oder einen Inhibitor unterbunden wird. Hefestämme, die für einen bestimmten Zucker „atmungsabhängig“ sind, werden demnach als „Kluyver-Effekt positiv“ bezeichnet. 

## Hintergrund und mögliche Ursachen
Seit seiner Entdeckung im Jahr 1940 liegt die Ursache für den Kluyver-Effekt weitgehend im Dunkeln. Im Laufe der Zeit wurden unterschiedliche Erklärungsversuche entwickelt:
- Die Atmungsaktivität ist möglicherweise unbedingt notwendig, um den selektiven Transport bestimmter Zucker in die Zelle zu ermöglichen.
- Der Kluyver-Effekt könnte ein Extremfall des Pasteur-Effekts sein, d. h. die Fermentation wird durch die Respiration unterbunden.
- die Konzentration von Schlüsselenzymen (z. B. Pyruvat Decarboxylase) könnte zu niedrig sein, um das Wachstum der Zellen aufrechtzuerhalten.
- direkte Produktinhibition[3]

Alle genannten Hypothesen implizieren eine indirekte Erklärung des Kluyver-Effekts. Da dieser jedenfalls zuckerspezifisch ist, wurde in vielen wissenschaftlichen Arbeiten vor allem der ersten Hypothese erhöhte Aufmerksamkeit geschenkt. Jüngste Forschungsergebnisse scheinen diesen Sachverhalt zu stützen. Kluyveromyces lactis-Stämme, die u. a. für Galaktose Kluyver-Effekt positiv sind, können diesen Zucker bei Inhibition der Respiration nicht mehr verwerten. Unter diesen Bedingungen scheint die Aktivität des wirtseigenen Galaktose-Transporters (Protein, welches die Galaktose in die Zelle einschleust) nicht auszureichen, um ein Wachstum in einem galaktosehältigen Nährmedium zu ermöglichen. Erst das Einschleusen organismusfremder Galaktose-Transporter mittels gentechnischer Methoden hob den Kluyver-Effekt auf. K. lactis Stämme, die normalerweise für Galactose Kluyver-Effekt positiv sind, konnten somit auch bei unterbundener Respiration kultiviert werden.

## Bedeutung des Kluyver-Effekts in der Biotechnologie
Das Auftreten des Kluyver-Effekts könnte für viele biotechnologische Fermentationsprozesse, insbesondere für Hochdichtefermentationen, durchaus Vorteile bieten. 
Beim Wachstum fakultativ gärender Hefen führt eine ungewollte Sauerstofflimitierung unweigerlich zur alkoholischen Gärung. Dies wiederum schränkt die Gesamtausbeute des Fermentationsprozesses erheblich ein. Vor allem glukosehaltige Nährmedien bedingen daher eine genaue Kontrolle der Prozessbedingungen, insbesondere der Gelöst-Sauerstoffkonzentration.
Hefen, die für bestimmte Zucker Kluyver-Effekt positiv sind, schlagen auch nicht unter anaeroben Bedingungen den Weg der alkoholischen Gärung ein. Die Verwendung ebendieser Hefen würde die Kontrolle von Fermentationsprozessen erheblich erleichtern und Maßnahmen zur Unterbindung von Gärungsprozessen weitgehend minimieren.

## Beispiele für Kluyver-Effekt positive Hefestämme
- Kluyveromyces lactis: Maltose, Galaktose, Raffinose
- Saccharomyces cerevisiae: Trehalose
- Debaryomyces robertsiae: Galaktose
- Candida utilis: Maltose, Lactose, Saccharose
- Candida buinensis: Trehalose
- Candida boleticola: Galactose

## Weiterführende Literatur
Zimmerman F. K., Entian K.-D. (1997) Yeast Sugar Metabolism: Biochemistry, Genetics, Biotechnology, and Applications. CRC Press ISBN 1-56676-466-1